# Tax planning
Per Tax Planning (letteralmente: pianificazione della tassazione) s'intende l'insieme di pratiche volte ad ottimizzare il carico fiscale, ad esempio optando per un regime di tassazione piuttosto che un altro, muovendosi nell'ambito della legalità, cioè godendo delle opportunità contenute nella normativa fiscale, esplicitamente previste dal legislatore.